# HD141317
HD141317 — хімічно пекулярна зоря спектрального класу
A0 й має видиму зоряну величину в смузі V приблизно  8,9.

## Пекулярний хімічний склад
Зоряна атмосфера HD141317 має підвищений вміст 
Cr
.